# بريت سميث
بريت سميث (بالإنجليزية: Bret Smith)‏ هو لاعب كرة قدم أمريكية أمريكي، ولد في 14 يناير 1985 في ليتل روك في الولايات المتحدة.